# Betafo (stad)
Betafo is een stad in Madagaskar, gelegen in de regio Vakinankaratra. De stad telt 27.787 inwoners (2005).

## Geschiedenis
Tot 1 oktober 2009 lag Betafo in de provincie Antananarivo. Deze werd echter opgeheven en vervangen door de regio Vakinankaratra. Tijdens deze wijziging werden alle autonome provincies opgeheven en vervangen door de in totaal 22 regio's van Madagaskar.

## Bezienswaardigheden
- Tatamarinameer, een kilometer ten noorden van Betafo.
- De Antafofo waterval
- Het "Graf van de koningen."

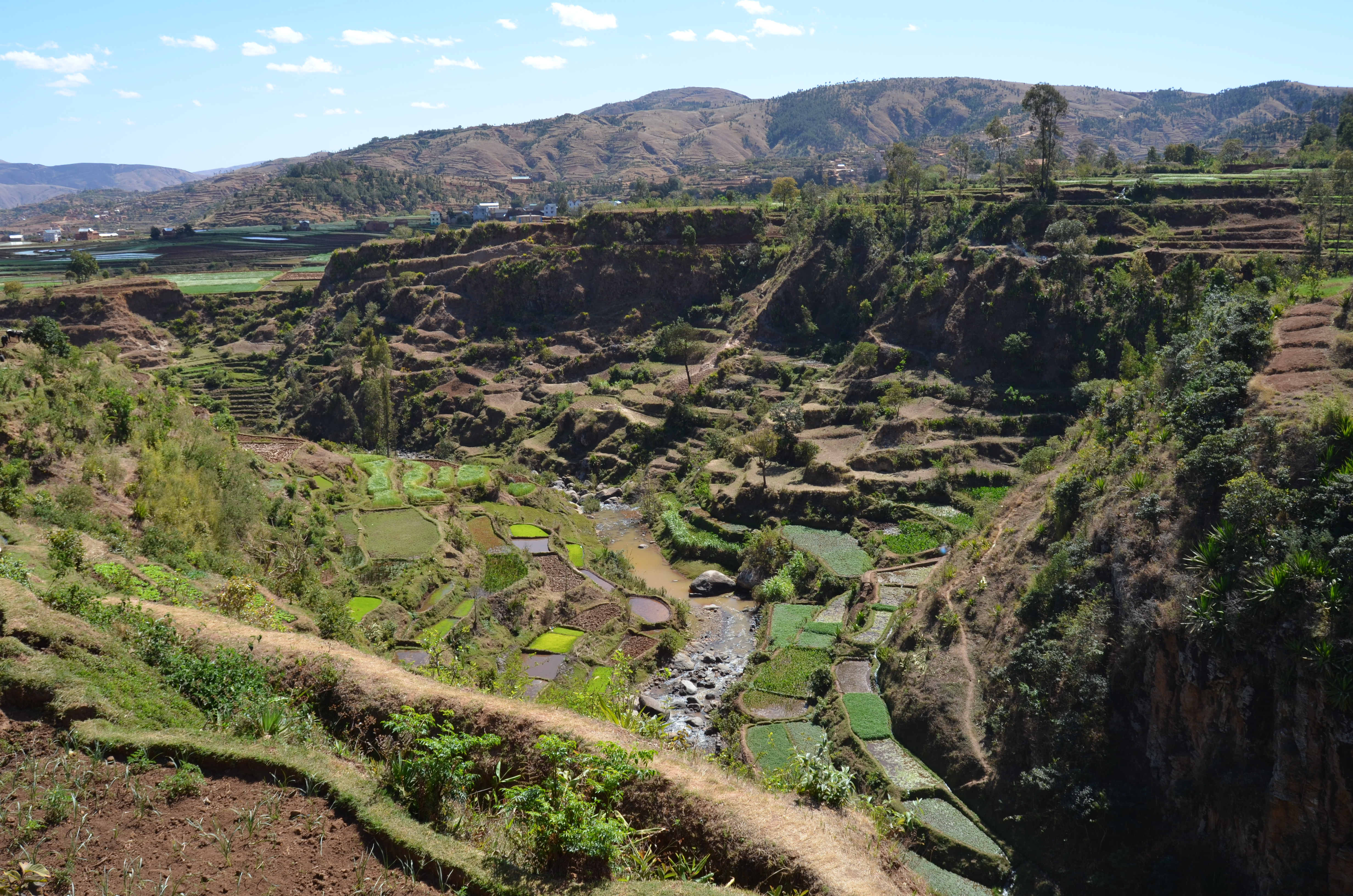
Rijstvelden in Betafo
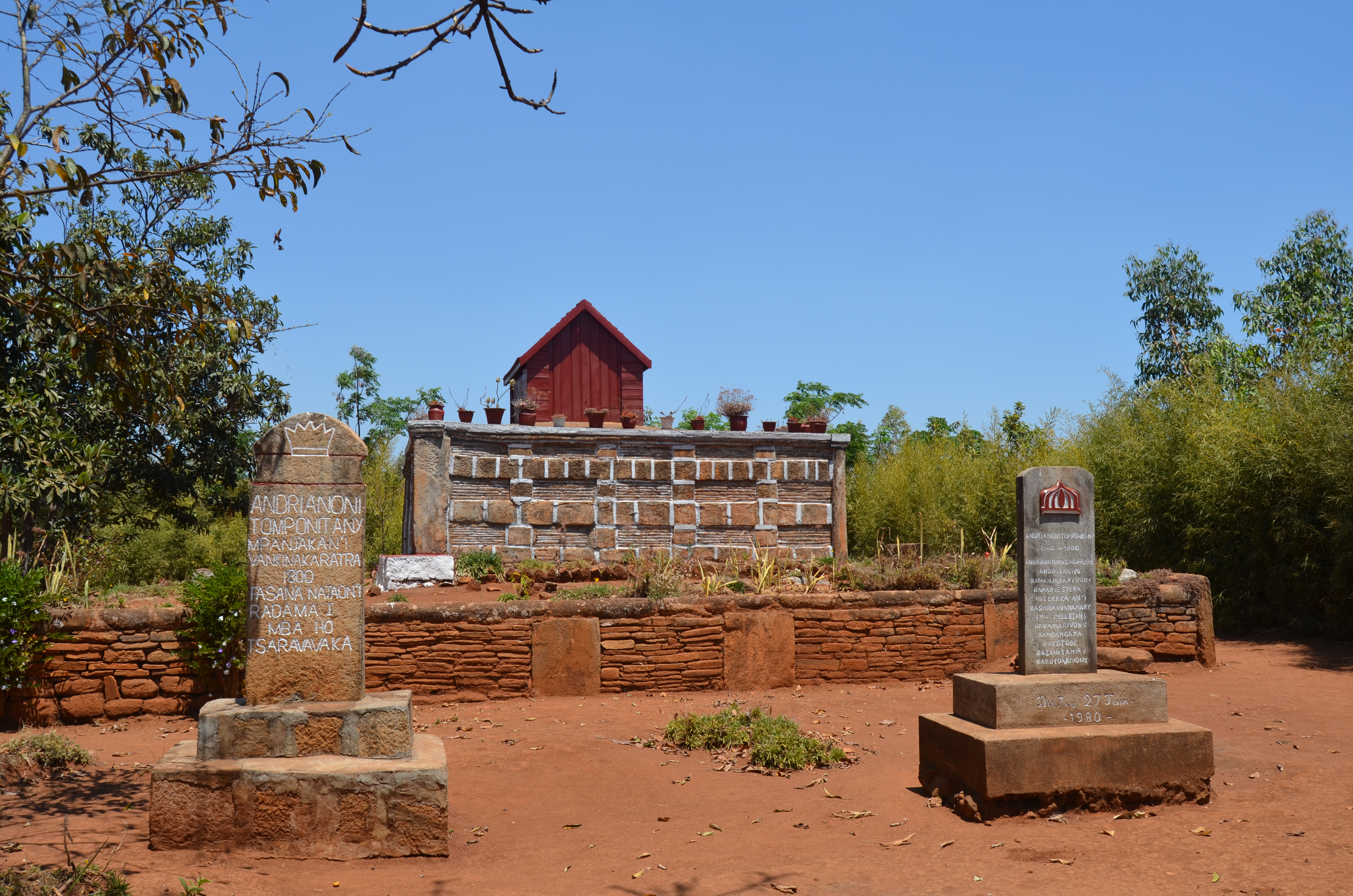
Het "Graf van de Koningen"
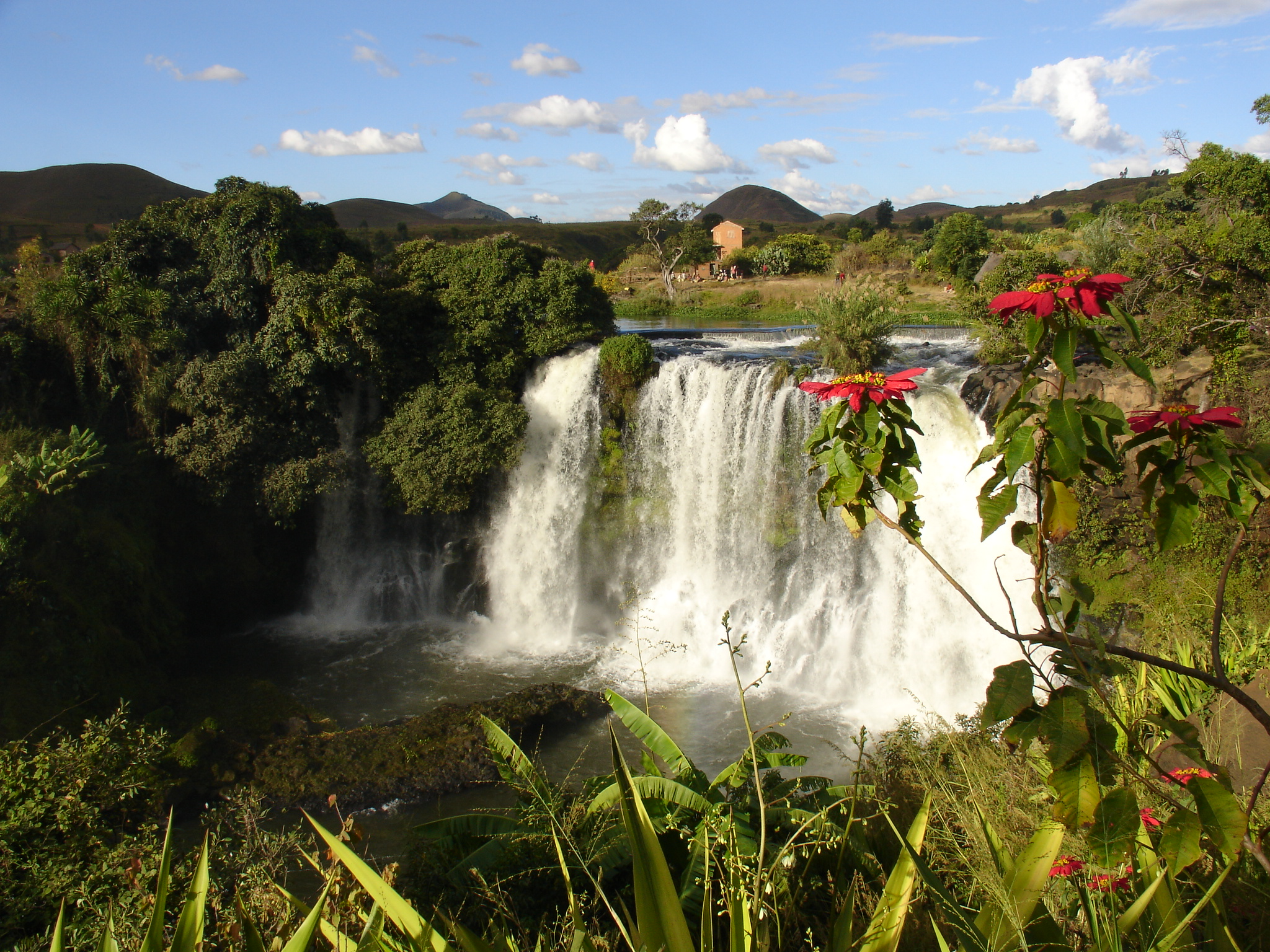
De Antafofo waterval
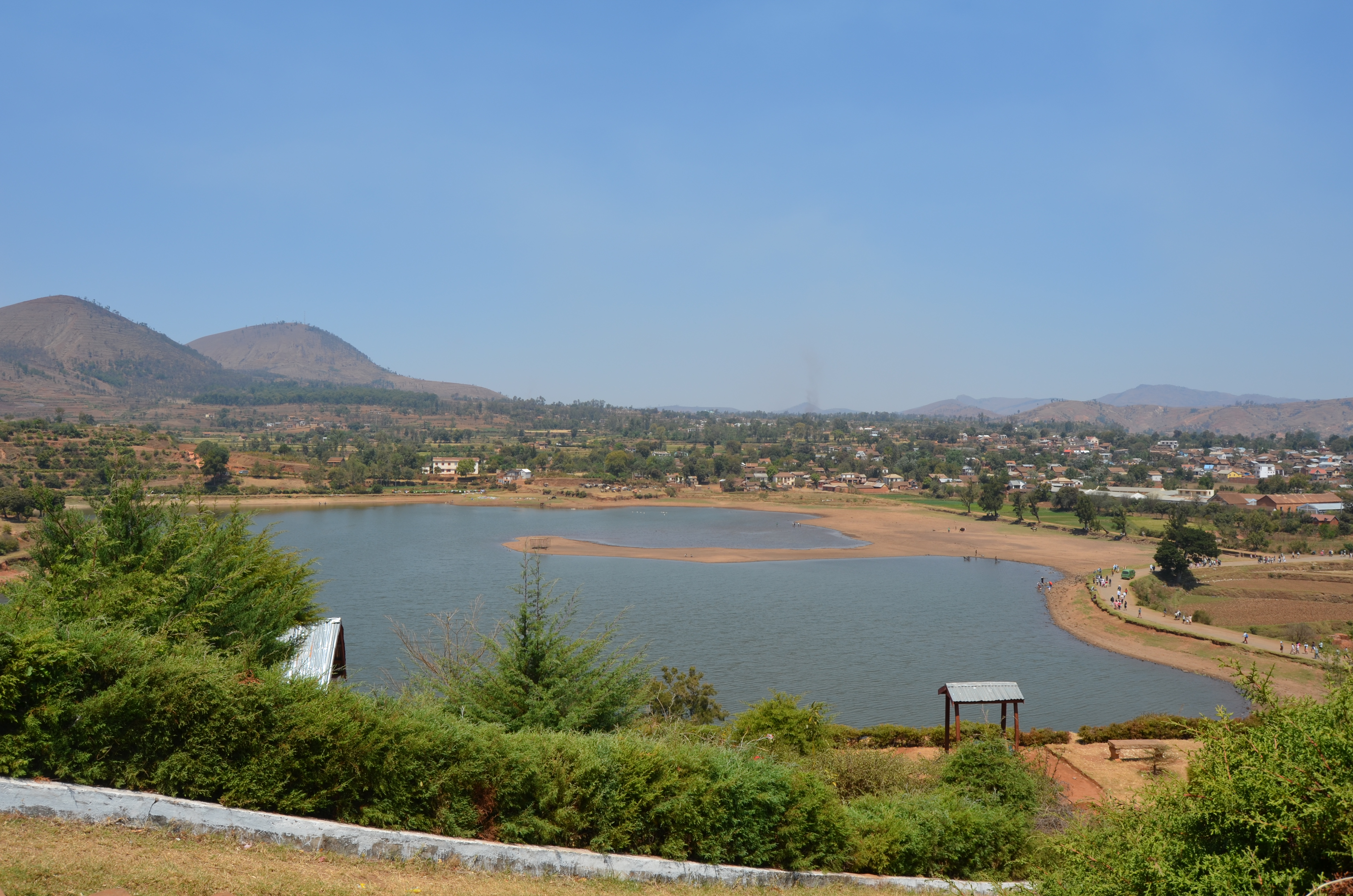
Tatamarinameer

- Library of Congress Control Number: n2007008997
- Nationale Bibliotheek van Tsjechië: ge715024
- Nationale Bibliotheek van Israël: 987009294041405171
- Système universitaire de documentation: 157931110
- Virtual International Authority File: 143287682